# Carl Valentin Dölling
Carl Valentin Dölling (* 18. Jh. in Eltville am Rhein; † 28. Mai 1839 in Tauberbischofsheim) war ein deutscher Kommunalpolitiker.

## Lebenslauf
Carl Valentin Dölling wurde in Eltville am Rhein geboren. Bis 1802 arbeitete er als kurmainzischer Amtmann in Königheim. Als die Gemeinde im Rahmen der Säkularisation aufgrund des Reichsdeputationshauptschlusses 1803 zunächst an das Fürstentum Leiningen und dann durch die Rheinbundakte 1806 an das Großherzogtum Baden fiel, änderte sich auch Döllings Tätigkeitsfeld. Von 1803 bis 1804 arbeitete er als leiningenscher Amtmann in Königheim und ab 1804 bis 1807 als Amtmann in Tauberbischofsheim. Ab 1807, als Tauberbischofsheim zu einem standesherrlichen Amt im Bereich der landesherrlichen Landvogtei Wertheim wurde, arbeitete Dölling bis 1813 als Tauberbischofsheimer Stadtamtmann.
Nachdem 1813 das Bezirksamt Tauberbischofsheim als badischer Verwaltungsbezirk entstand, arbeitete Dölling von 1813 bis 1827 als Amtmann und Amtsvorsteher, seit 1824 als Oberamtmann des Tauberbischofsheimer Bezirksamts. 1827 trat er in den Ruhestand.